# Pozzolo (Marmirolo)
Pozzolo sul Mincio è una frazione del comune di Marmirolo, in provincia di Mantova. È un paese di circa 1.200 abitanti, situato al confine con la provincia di Verona. Fu teatro della battaglia omonima, combattuta la notte di Natale del 1800 tra l'esercito napoleonico e quello austriaco, e nel 1848 della battaglia di Pastrengo durante la prima guerra di indipendenza.

## Geografia fisica
L'abitato è incluso nel territorio del parco regionale del Mincio: il fiume è sempre stato una risorsa importante, sia economicamente che da un punto di vista sociale. All'altezza dell'abitato di Pozzolo nasce il canal Bianco, diversivo del fiume Mincio.

## Monumenti e luoghi d'interesse
La chiesa parrocchiale, dedicata alla Natività della Beata Vergine Maria, risale Cinquecento. Fu però ricostruita nel 1768 e a metà del secolo successivo l'architetto Giovanni Battista Vergani ne rifece completamente la facciata. Tra le opere qui conservate, tele cinquecentesche e il gruppo marmoreo della Madonna con Bambino del XIV secolo.
Altri luoghi d'interesse sono:
- l'oratorio di Sant'Isidoro (1648).
- lo Staffolo della Madonna (Settecento).

## Storia
Pozzolo fu dotato di una propria amministrazione comunale dal Duca di Mantova nel 1534 separandolo da Volta. Seppur riportato brevemente sotto Volta da Napoleone fra il 1810 e il 1815, nell'Ottocento l'abitato risultava dunque essere uno dei più antichi municipi della provincia.
Il 25 dicembre 1800 fu teatro di una battaglia fra le forze francesi di Brune che tentavano di oltrepassare il Mincio e quelle austriache di Bellegarde attestate alla sua difesa. Dopo ore di cruenti combattimenti i repubblicani, più volte vicini alla disfatta, riuscirono a mantenere il possesso del paese e dunque una solida testa di ponte in sinistra Mincio. Le fonti non consentono di determinare con esattezza le perdite, ma una stima verosimile oscilla fra i 3.500-4.500 francesi e 5.000- 8.000 austriaci. Il fiume verrà oltrepassato il giorno seguente, 26 dicembre, quando i francesi vinsero una nuova battaglia fra Monzambano e Valeggio.
La soppressione del comune fu, caso unico, il frutto degli eventi bellici della Seconda guerra d'indipendenza. Il nuovo confine internazionale stabilito dal Trattato di Zurigo spaccò infatti in due il territorio a cavallo del Mincio, lasciando il paese in Austria e gran parte della campagna, posta al di là del fiume, sotto l'Italia. Se quest'ultima aggregò la disabitata parte di sua competenza a Goito, il governo asburgico, rimasto con un comune dalla superficie radicalmente decurtata, lo annesse al più vicino comune mantovano rimastogli, ossia Marmirolo.

## Società

### Evoluzione demografica
- Anno 1544. - 300 abitanti (da Comunione).
- Anno 1648. - 350 (totali, di cui 160 da Comunione).
- Anno 1762. - 495 (totali, di cui 89 infanti).
- Anno 1851. - 624 (totali).
- Anno 1900. - 650 (totali).
- Anno 1933. - 1100 (totali).
- Anno 1994. - 918 (totali).
- Oggi circa 1.200 abitanti.

Abitanti censiti

## Cultura

### Eventi
Attorno all'8 settembre, giorno della nascita di Maria, si svolge la tradizionale "Sagra del luccio in salsa", concomitante con la festa patronale.

## Infrastrutture e trasporti
La stazione di Pozzolo-Volta era una fermata della ferrovia Mantova-Peschiera, attiva fra il 1934 e il 1967.